# Ricania fenestrata
Ricania fenestrata är en insektsart som först beskrevs av Fabricius 1775.  Ricania fenestrata ingår i släktet Ricania och familjen Ricaniidae. Inga underarter finns listade i Catalogue of Life.